# Al-Ubayyid
Al-Ubayyid, arabisch الأبيض, DMG al-Ubayyiḍ, Alternativschreibung El Obeid, seltener El-Obeid, El Obied; ist die Hauptstadt des sudanesischen Bundesstaates Schamal Kurdufan und ein bedeutender Handelsplatz besonders für Gummi arabicum.

## Lage und Verkehr
Die Stadt liegt im Süden des Sudan, rund 370 km südwestlich von Khartum und nördlich der Nuba-Berge. Eine gute Asphaltstraße verbindet die Stadt mit Khartoum und endet etwa 100 Kilometer weiter westlich, wo nach Darfur nur Erdstraßen weiterführen, ebenso wie in die südlich gelegenen Nuba-Berge.
Am 27. Februar 1912 wurde die Eisenbahnstrecke von Khartum nach al-Ubayyid eröffnet. Seit dem Ausbruch des Darfur-Konflikts ist die Eisenbahnverbindung von Khartum über Kusti nach Nyala und damit auch der Abzweig von dieser Strecke nach al-Ubayyid nahezu eingestellt. Der Flughafen al-Ubayyid liegt 4 Kilometer außerhalb des Zentrums.

## Bevölkerung
Al-Ubayyid hat 418.280 Einwohner nach der Berechnung von 2013.
Bevölkerungsentwicklung:
| Jahr              | Einwohner |
| ----------------- | --------- |
| 1956 (k. A.)      | 47.700    |
| 1973 (Zensus)     | 90.060    |
| 1983 (Zensus)     | 141.528   |
| 1993 (Zensus)     | 229.425   |
| 2010 (Berechnung) | 398.993   |
| 2012 (Berechnung) | 408.357   |
| 2013 (Berechnung) | 418.280   |

## Geschichte

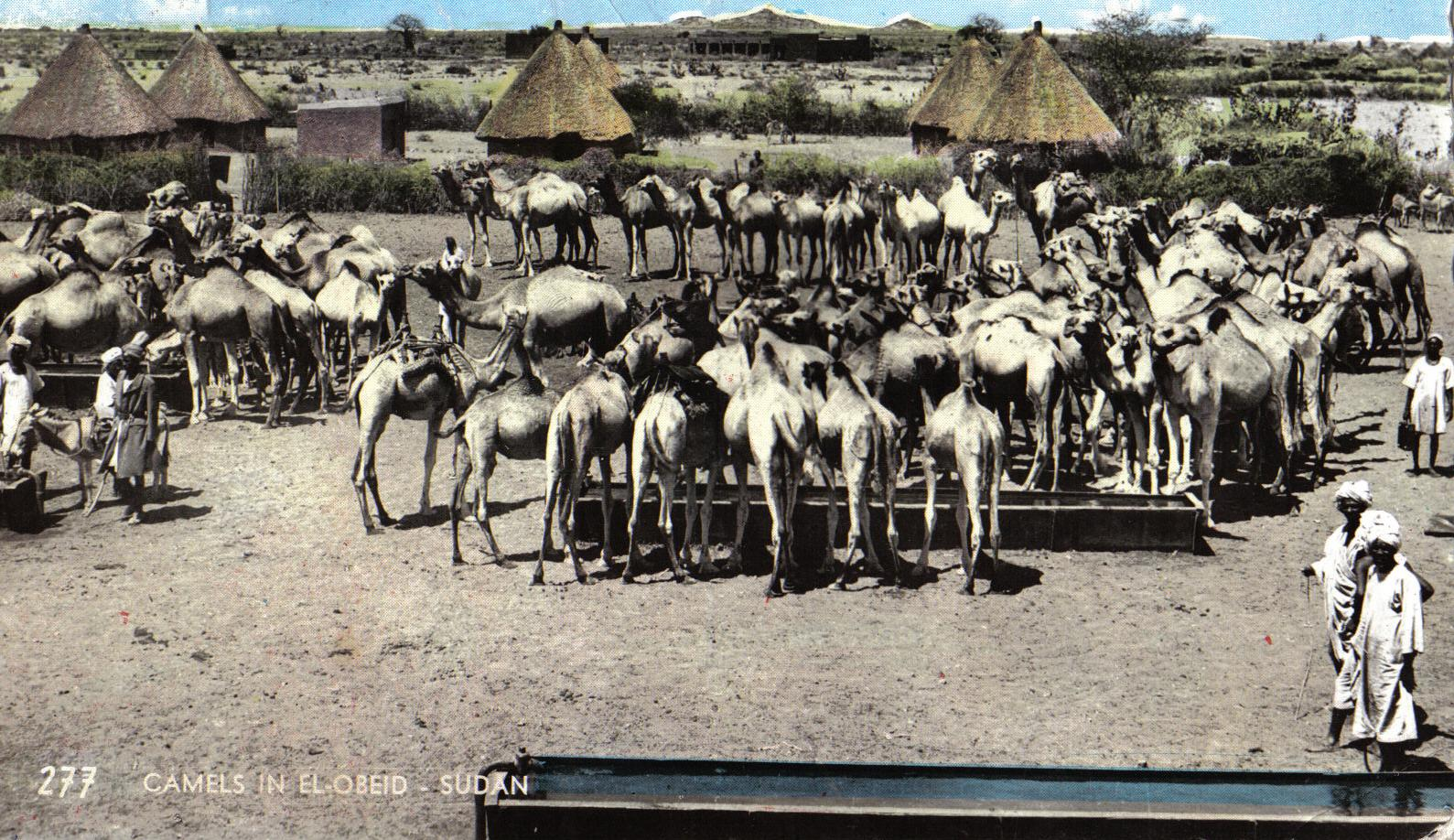
Kamele in der Nähe von al-Ubayyid Anfang der 1960er Jahre

Al-Ubayyid gehörte seit 1821 zum Reich des Muhammad Ali Pascha von Ägypten und wuchs in der Folge zur zweitgrößten Stadt des Sudan. Im Januar 1883 wurde sie nach einer viermonatigen Belagerung von den Mahdisten erobert, wobei schwere Zerstörungen angerichtet wurden. Daraufhin entsandte der ägyptische Khedive eine Expeditionsarmee, um die Stadt zurückzuerobern und die Mahdiyya (Bewegung des Mahdi) zu vernichten. Das Unternehmen endete in einem Desaster. Die aus rund 10.000 Mann bestehende Truppe, die vom langen Marsch entkräftet und demoralisiert war, wurde von der Armee des Mahdi in der Schlacht von Scheikan vernichtend geschlagen. Erst nach der Niederlage des Mahdi-Reiches wurde die Stadt 1898 wieder aufgebaut.
Im Februar 2000 stürzte ein Hubschrauber bei einer Zwischenlandung in der Stadt ab, unter dessen Passagieren sich Leni Riefenstahl befand. Diese war auf einer weiteren Erkundungsreise zu den Nuba in den Nuba-Bergen und überlebte den Absturz mit einigen Rippenbrüchen.

## Wirtschaft
Al-Ubayyid ist Haupthandelszentrum für landwirtschaftliche Produkte und exportiert auf den Weltmarkt in erster Linie Gummi arabicum, daneben Sesam und Erdnüsse.

## Stadtbild

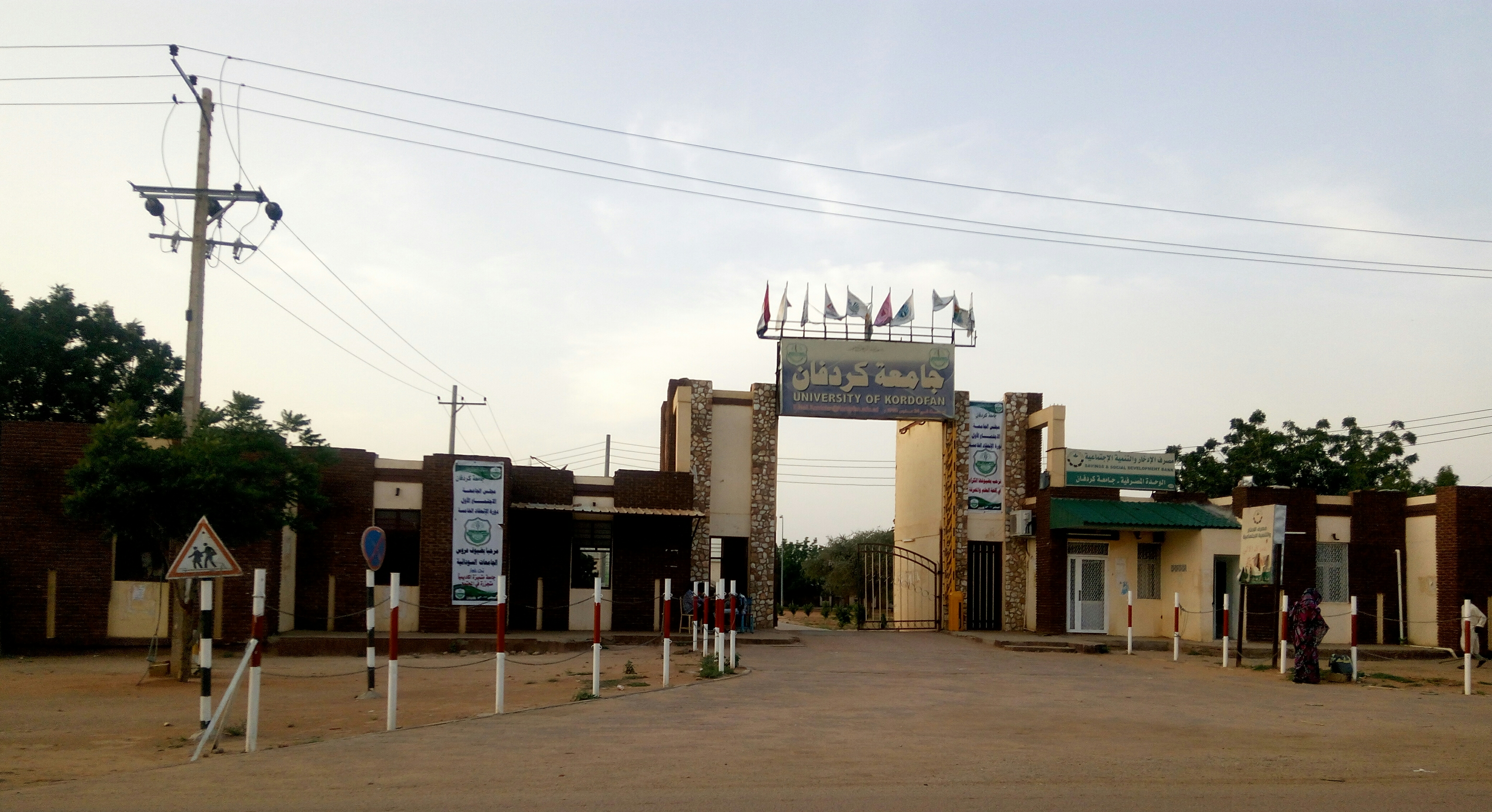
Eingang zum Campus der Universität

In al-Ubayyid gibt es ein kleines Museum über die Stadtgeschichte, zwei Märkte und eine große, 1971 fertiggestellte katholische Kathedrale.
Die 1990 gegründete Universität Kurdufan liegt im Nordteil der Stadt. Zu ihr unterhält das Institut für Internationale Forst- und Holzwirtschaft der TU Dresden eine Partnerschaftsbeziehung.
Die Stadt ist seit 1974 Sitz eines katholischen Bistums.

## Söhne und Töchter der Stadt
- Yassir Eric (* 1972), evangelischer Theologe
- Muna Jabir Adam (* 1987), Leichtathletin
- Amina Bakhit (* 1990), Mittelstreckenläuferin

## Klimatabelle
|                       | Jan  | Feb  | Mär  | Apr  | Mai  | Jun  | Jul  | Aug  | Sep  | Okt  | Nov  | Dez  |   |      |
| Mittl. Tagesmax. (°C) | 30,9 | 32,6 | 36,0 | 38,6 | 39,0 | 37,3 | 33,4 | 31,5 | 33,8 | 36,5 | 34,3 | 31,3 | ⌀ | 34,6 |
| Mittl. Tagesmin. (°C) | 13,1 | 14,4 | 17,7 | 20,9 | 23,9 | 24,0 | 22,7 | 21,8 | 21,5 | 21,4 | 17,9 | 14,2 | ⌀ | 19,5 |
|                       |      |      |      |      |      |      |      |      |      |      |      |      |   |      |
| Niederschlag (mm)     | 0    | 0    | 0    | 3    | 20   | 33   | 121  | 145  | 77   | 19   | 0    | 0    | Σ | 418  |
|                       |      |      |      |      |      |      |      |      |      |      |      |      |   |      |
| Sonnenstunden (h/d)   | 10,4 | 10,5 | 9,8  | 10,1 | 10,1 | 8,2  | 6,8  | 6,8  | 8,1  | 9,6  | 10,7 | 10,6 | ⌀ | 9,3  |
|                       |      |      |      |      |      |      |      |      |      |      |      |      |   |      |
| Regentage (d)         | 0    | 0    | 0    | 0    | 2    | 4    | 9    | 11   | 7    | 3    | 0    | 0    | Σ | 36   |
|                       |      |      |      |      |      |      |      |      |      |      |      |      |   |      |
| Luftfeuchtigkeit (%)  | 24   | 19   | 15   | 16   | 26   | 40   | 61   | 71   | 61   | 38   | 25   | 26   | ⌀ | 35,3 |

| 13,1 |

| 14,4 |

| 17,7 |

| 20,9 |

| 23,9 |

| 24,0 |

| 22,7 |

| 21,8 |

| 21,5 |

| 21,4 |

| 17,9 |

| 14,2 |

| 13,1 |

| 14,4 |

| 17,7 |

| 20,9 |

| 23,9 |

| 24,0 |

| 22,7 |

| 21,8 |

| 21,5 |

| 21,4 |

| 17,9 |

| 14,2 |